# 醍醐直幸
醍醐 直幸（だいご なおゆき、1981年1月18日 - ）は、日本の元陸上競技選手。男子走高跳元日本記録保持者（2m33）。身長182cm、体重67kg。東京都町田市出身。教諭。

## 略歴
町田市立真光寺中学校出身。東京都立野津田高等学校在学中に、フランスのアヌシーで開催された世界ジュニア陸上競技選手権大会で7位入賞という快挙を成し遂げ、将来を嘱望された。推薦入試に合格し、東海大学体育学部に進学。入学早々の1999年、日本インカレを制するなどの活躍を見せた。しかし、大学2年次にヒザを故障。満足な成績を残せず、就職活動に失敗。フリーターとなる。東京陸上競技協会所属で大会に出場し、2004年の埼玉国民体育大会で優勝。フリーターの星として話題となった。その後、自動車販売を手がける地元の義煎自動車商事株式会社にスポンサーになってもらい、競技活動を継続。2005年、大阪府選手権で2m27をクリアしヘルシンキ世界選手権に出場。優れた競技成績が認められ、日本陸上競技連盟がこの年に開始した制度であるスポーツ支援制度の適用による活動費支援を受けることに成功した。2006年、活躍が認められ富士通に入社。その後、当時神奈川県立横須賀高等学校の陸上競技部の監督を務めていた福間博樹コーチの指導を受け、日本選手権で2m33の日本新記録（シーズン世界最高タイ・当時）を樹立した。2006年のアジア大会では銅メダルを獲得。横浜インドアオープンでは2m28の室内日本新記録を樹立した。
2010年冬に左足首を故障した後は目立った活躍がなく、2013年3月に所属していた富士通を退社。4月から東京高校非常勤講師に就くとともに、ニューモードに所属して競技を継続した。10月6日、東京・味の素スタジアムで行われた第68回国民体育大会に出場したが、2m03で16位に終わった。競技終了後に「この国体を（最終）目標にしていた。ここで区切りをつけたい。結果を求めて試合に出場することはもうない」と話し現役引退を表明した。2014年4月からは東京高校専任教諭となっている。
日本選手権はこれまでに2003年、2005-2007年、2009年の5度優勝を飾っている。

## 年次ベスト
- 1995年 1m92cm　中学3年
- 1996年 2m08cm　高校1年
- 1997年 2m19cm　高校2年
- 1998年 2m18cm　高校3年
- 1999年 2m21cm　大学1年
- 2000年 2m10cm　大学2年
- 2001年 2m19cm　大学3年
- 2002年 2m15cm　大学4年
- 2003年 2m19cm
- 2004年 2m23cm
- 2005年 2m27cm
- 2006年 2m33cm　日本記録
- 2007年 2m30cm
- 2008年 2m27cm
- 2009年 2m28cm
- 2010年 2m18cm
- 2011年 2m16cm
- 2012年 2m10cm
- 2013年 2m12cm

## 主な戦績

### 国内での成績
- 2002年 第86回日本陸上競技選手権大会 5位 2m15
- 2003年 第87回日本陸上競技選手権大会 優勝 2m18
- 2004年 第88回日本陸上競技選手権大会 8位 2m10
- 2005年 第89回日本陸上競技選手権大会 優勝 2m18
- 2006年 第90回日本陸上競技選手権大会 優勝 2m33（日本新記録）
- 2006年 横浜インドアオープン競技会 優勝 2m28（室内日本新記録）
- 2007年 第91回日本陸上競技選手権大会 優勝 2m21
- 2008年 第92回日本陸上競技選手権大会 2位 2m15
- 2009年 第93回日本陸上競技選手権大会 優勝 2m24
- 2010年 第94回日本陸上競技選手権大会 3位 2m18
- 2011年 第95回日本陸上競技選手権大会 10位 2m10
- 2012年 第96回日本陸上競技選手権大会 記録なし
- 2013年 第97回日本陸上競技選手権大会 20位 2m05
- 2013年 第68回国民体育大会 16位 2m03

### 国際大会での主な成績
- 1997年 第7回アジアジュニア陸上競技選手権大会 2位
- 1998年 第7回世界ジュニア陸上競技選手権大会 7位
- 1999年 第8回アジアジュニア陸上競技選手権大会 1位
- 2003年 第15回アジア陸上競技選手権大会 3位 2m19
- 2005年 第16回アジア陸上競技選手権大会 2位 2m23
- 2005年 第10回世界陸上競技選手権大会 予選B組12位 2m20
- 2005年 第4回東アジア競技大会（マカオ） 2位 2m23
- 2006年 第15回アジア競技大会 3位 2m23
- 2007年 第11回世界陸上競技選手権大会 予選A組17位 2m19
- 2008年 第12回世界室内陸上競技選手権大会 予選17位 2m15
- 2008年 第29回オリンピック競技大会 予選36位 2m15
- 2009年 第87回オーストラリア選手権大会 3位 2m20
- 2009年 第18回アジア陸上競技選手権大会 6位 2m15
- 2009年 第12回世界陸上競技選手権大会 予選B組11位 2m20